# Società Elettrica Bresciana
La Società Elettrica Bresciana (o SEB) è stata una società di produzione e distribuzione dell'energia elettrica operante nelle provincie di Brescia, di Mantova e di Cremona durante la prima metà del XX secolo. Fu anche società di trasporti pubblici tranviari urbani, operante nelle città di Mantova e di Cremona, e interurbani.

## Storia
Fu fondata con atto notarile il 29 maggio 1905 come prosecuzione delle attività della società in accomandita Porta & C.. Primo presidente fu il Cav. Carlo Baresani, mentre l'amministratore delegato fu il Cav. Alberto Magnocavallo.
Tra il 1905 e il 1907 la società allargò il suo raggio d'azione acquistando diverse società elettriche locali. Nello stesso tempo, entrò nell'esercizio dei servizi tranviari, costruendo la Brescia – Gussago (20 gennaio 1907), rilevando le concessioni della Compagnie Generale des Chemins de fer secondaires (1º maggio 1907) e ammodernandole. Tentò di acquisire la concessione delle tranvie urbane, ma il comune le municipalizzò.
Nel 1917, la Edison acquistò dalla Società Italiana per le Strade Ferrate del Mediterraneo il suo pacchetto azionario della SEB e sottoscrisse un aumento di capitale che le consentì di acquisire la maggioranza relativa della Società Elettrica Bresciana.
Nel 1919 fu fondata la Società Padana di Elettricità, mentre l'anno successivo creò la Società Anonima Tramvie Elettriche Bresciane. L'intenzione della SEB era di trasferire le concessioni tranviarie a questa sua nuova società controllata. Il passaggio dovette richiedere l'approvazione dell'amministrazione provinciale bresciana che avvenne solo il 10 ottobre 1922.
Dagli anni trenta proseguendo fino alla nazionalizzazione dell'energia elettrica, la Edison proseguì nella sua politica di espansione nel nord Italia facendo acquistare alla SEB diverse centrali della Val Camonica.

### Il servizio elettrico a Mantova e a Cremona
La SEB gestiva le reti di trasmissione e distribuzione dell'energia elettrica a Mantova e relativa provincia, con l'eccezione dei 20 comuni appartenenti all'Oltrepò mantovano (assegnati in gestione alla consociata Società Emiliana di Esercizi Elettrici) e in provincia di Cremona ad eccezione del capoluogo (dal 1915 di competenza della locale Azienda Elettrica Municipalizzata).
Nel 1948 la SEB controllava le seguenti società:
- Società Varesina Imprese Trasporti
- Società Anonima Tramvie Valcuviane
- Società Anonima Elettro Agricola Mantovana
- Società Valtriumplina di Elettricità
- Società anonima Ferrovia Rezzato Vobarno[6]
- Società Anonima Tramvie Elettriche Bresciane[4]
- Società Lago d'Idro
- Società Elettrica di Gavardo

## Ammissione e cancellazione della SEB alla Borsa Valori di Milano
I titoli azionari della SEB vennero ammessi per la prima volta nel listino ufficiale della Borsa Valori di Milano nel 1907; dopo il processo di nazionalizzazione della società , SEB venne incorporata in Edison nel 1964. Dopo 57 anni il titolo azionario, comunemente citato sui quotidiani nazionali (Corriere della Sera et similia) come "Bresciana" veniva definitivamente cancellato.

### Elenco sedi societarie al 31 marzo 1963 (parziale)
Sede centrale: Brescia, via Leonardo da Vinci 48.
L'edificio è tuttora integro e riconoscibile; realizzato nel 1907 su progetto di Egidio Dabbeni, dal 1964 al 2002 venne utilizzato da ENEL come sede della direzione zona di Brescia e della direzione per l'esercizio distrettuale della Lombardia orientale (comprendeva le provincie di Brescia, Bergamo, Mantova).

## Produzione di energia elettrica
La Società Elettrica Bresciana costruì, acquistò e gestì diverse centrali elettriche nel bresciano:
- centrale a vapore di Via Milazzo a Brescia;
- centrale di Calvagese della Riviera;
- centrale di Barghe;
- centrale idroelettrica di Gratacasolo;
- centrale idroelettrica di Cedegolo;
- centrale idroelettrica di Mazzunno;
- centrale idroelettrica di Ceto;
- centrale idroelettrica di Braone.

## Trasporti tranviari
(Alberto Magnocavallo)
La SEB entrò nel settore tranviario allo scopo di poter vendere l'energia elettrica prodotta dalle sue centrali. Quando la società ebbe la denominazione di Porta & C., l'amministratore Magnocavallo avanzò la proposta di costruire la Brescia – Cellatica – Gussago. Tra il 1905 e il 1906 furono avviate delle sperimentazioni di trazione elettrica sulle tranvie urbane Porta Cremona - Porta Trento e Porta Trento - Castello.
L'intenzione della SEB fu quella di rilevare sia la rete urbana sia quella extraurbana gestite in concessione dalla Tramways à Vapeur de la Province de Brescia, controllata dalla belga Compagnie Generale des Chemins de fer secondaires. Nel primo caso, la concessione terminò il 31 dicembre 1906 e, a seguito di un referendum tenutosi il 3 febbraio 1907, il comune di Brescia optò per la municipalizzazione del servizio. L'ASM Brescia assunse così l'esercizio delle tranvie urbane. Per quanto riguarda le linee extraurbane, invece, Magnocavallo si recò a Bruxelles per contrattare il passaggio delle linee con la Compagnie Generale. Forte dell'accordo, la SEB presentò alla Deputazione provinciale la domanda di sub-ingresso alle concessioni della Compagnie Generale (14 febbraio 1907). Nonostante diverse obiezioni, fra cui la capacità della società di garantire un servizio migliore di quello offerto dalla Compagnie Generale, la deputazione approvò nella seduta del 26 febbraio il passaggio della concessione.
Con atto notarile del 1º maggio di quell'anno, la SEB subentrò definitivamente nella gestione delle tranvie:
- Brescia – Gardone Val Trompia;
- Brescia – Orzinuovi – Soncino;
- Brescia – Tormini – Salò – Toscolano;
- Brescia –Tormini – Vestone.

Nei mesi successivi la SEB comunicò l'intenzione di elettrificare alcune linee tranviarie, soprattutto quella per Salò e Toscolano, di continuare il prolungamento di quella di Gardone per Tavernole sul Mella e per Bovegno, chiedendo in cambio la proroga delle concessioni fino al 1967. La provincia non era intenzionata ad accettare le condizioni proposte dalla SEB, tuttavia dopo mesi di trattative si giunse all'accordo del 29 luglio 1907. Con esso la società elettrica si impegnava ad elettrificare le linee per la Valsabbia, la Riviera e Gardone, a prolungare la linea triumplina fino a Bovegno e a costruire la tranvia a vapore per Ostiano. In cambio offriva la proroga delle concessioni fino al 1960 per le tranvie elettrificate e costruite ex novo, mentre quelle delle altre linee sarebbero state prorogate al 1935.
Il 5 febbraio 1910 ottenne l'esercizio della rete tranviaria di Mantova.
Il 12 novembre 1912 una nuova convenzione stabiliva che la tranvia della Bassa Bresciana collegante Leno, Ostiano e Gambara sarebbe stata a trazione elettrica.
Il 17 maggio 1916 la SEB ottenne in concessione l'esercizio della rete tranviaria urbana di Cremona che manterrà fino al 1940; dieci anni dopo, nel 1926, la SEB curò l'appalto dei lavori di costruzione della sede e dei fabbricati di stazione della tranvia Cremona-Asola.
Il 27 settembre 1919 fu stipulato un nuovo accordo. All'interno di questo la provincia vendette alla SEB l'intero pacchetto azionario della Rezzato - Vobarno Spa, chiedendo in cambio l'elettrificazione della Brescia - Soncino, il prolungamento fino a Ponte Caffaro della tranvia della Valsabbia, quello per Bovegno della Brescia - Tavernole e quello per Fiesse della Brescia - Pavone - Gambara
La crisi economica del primo dopoguerra spinse la SEB a rinviare tutti questi impegni. Conseguentemente decise di creare una società controllata, la Società Anonima Tramvie Elettriche Bresciane allo scopo di dividere contabilmente gli introiti del mercato elettrico da quelli del settore tranviario interurbano.
L'amministrazione provinciale accettò con riluttanza il passaggio delle concessioni e non trasferì gli impegni dell'accordo del 27 settembre alla TEB. Di conseguenza la SEB non avrebbe più gestito l'esercizio delle tranvie, ma le restava il compito di elettrificare la Brescia - Soncino e di prolungare le linee. Solo grazie ad un nuovo accordo, del 3 maggio 1924, con la Reale Commissione Straordinaria della Provincia di Brescia, la società elettrica fu liberata dagli ultimi impegni nel settore tranviario interurbano che furono trasferiti in blocco alla TEB.